# Sergio Escudero
Sergio Escudero (エスクデロ 競飛王 Escudero Sergio?), född 1 september 1988 i Granada, är en japansk fotbollsspelare.
Escudero började sin karriär 2005 i Urawa Reds. Med Urawa Reds vann han AFC Champions League 2007, japanska ligan 2008 och japanska cupen 2005, 2006. 2012 flyttade han till FC Seoul. Efter FC Seoul spelade han för Jiangsu Sainty, Kyoto Sanga FC, Ulsan Hyundai FC och Tochigi SC.